# Мирное (Широковский район)
Мирное (укр. Мирне) — село,
Новомалиновский сельский совет,
Широковский район,
Днепропетровская область,
Украина.
До 2016 года село носило название Котовское.
Код КОАТУУ — 1225886605. Население по переписи 2001 года составляло 152 человека.

## Географическое положение
Село Мирное находится в 1-м км от правого берега реки Вербовая,
на противоположном берегу расположено село Авдотьевка.
По селу протекает пересыхающий ручей с запрудой.
Река в этом месте пересыхает, на ней сделана сделано несколько запруд.